# 링쾨빙스키에른시

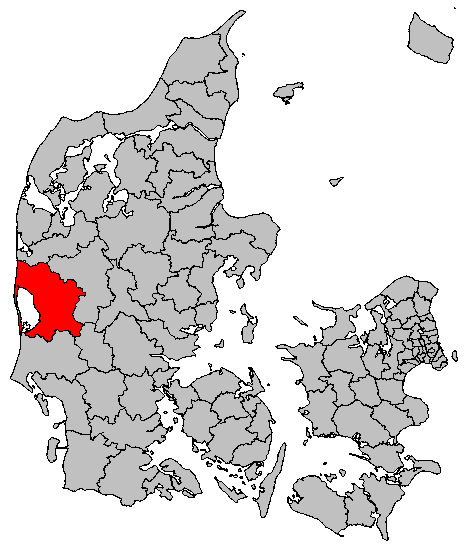
링쾨빙스키에른 시의 위치

링쾨빙스키에른시(덴마크어: Ringkøbing-Skjern Kommune)는 덴마크 중앙윌란 지역에 위치한 지방 자치체로 행정 중심지는 링쾨빙이며 면적은 1,494.56km2, 인구는 57,148명(2014년 4월 1일 기준)이다. 윌란반도 서부 연안에 위치한다.